# Chioselia Mare, Cahul
Chioselia Mare este un sat în raionul Cahul, Republica Moldova, reședința comunei cu același nume.
Structură etnică
     moldoveni (95,17%)
     ucraineni (0,67%)
     ruși (0,54%)
     găgăuzi (2,15%)
     bulgari (0,81%)
     români (0,67%)
     evrei (0%)
     polonezi (0%)
     țigani (0%)
     alte etnii / nedeclarată (−0,01%)
Conform datelor recensământului din 2004, populația localității este de 745 locuitori, dintre care 367 (49,26%) bărbați și 378 (50,74%) femei. Structura etnică a populației în cadrul localității arată astfel:
- moldoveni — 709;
- ucraineni — 5;
- ruși — 4;
- găgăuzi — 16;
- bulgari — 6;
- români — 5;
- altele / nedeclarată — 0.